# Пенгилли, Кирк
Кирк Пенги́лли (англ. Kirk Pengilly; род. 4 июля 1958 года, Кью, Виктория, Австралия) — австралийский музыкант, участник рок-группы INXS.

## Биография

### Ранние годы
Родился 4 июля 1958 года в Кью, штат Виктория, Австралия. В 1966 году переехал в Сидней, где подружился с Тимом Фарриссом, участником мальчишеской музыкальной группы. Вместе они окончили Форестскую среднюю школу (Forest High School).
Первым музыкальным коллективом Кирка стала школьная группа Guinness, созданная в 1971 году; в ней он был солистом и автором большинства песен. В группу также входили американец Дэвид Стюарт (David Stewart), игравший на педальной электрогитаре, барабанщик Малкольм Уокер (Malcolm Walker), басист Стив Спенсер (Steve Spencer). Назван коллектив был в честь собаки Спенсера. Свой музыкальный стиль участники Guinness выбрали находясь под впечатлением от таких групп, как Yes, Pink Floyd, Emerson, Lake & Palmer и Gentle Giant, с одной стороны, и кантри-рок-исполнителей Брюса Спрингстина и Джимми Баффетта — с другой. Смесь кантри и концертного рока какое-то время привлекала слушателей, и Guinness добилась некоторого успеха, выступая в пригородах Сиднея. Но всё же их музыка не была коммерческой и зарабатывать ею было трудно. В конце 1976 года, когда Дэвид Стюарт возвратился в США, группа распалась. Малкольм стал выступать в клубах с другими бэндами, Стив переехал в Великобританию и начал карьеру звукорежиссёра.
В 1977 году была создана группа The Farriss Brothers. Пенгилли стал её участником, хотя вокалистом он уже не был — его сменил Майкл Хатченс.

### INXS
Как основной бэк-вокалист, саксофонист и гитарист Пенгилли участвовал в создании большого числа композиций INXS. Он писал песни, продюсировал и играл для многих альбомов группы, обычно работая со стороной «Б» пластинок. Кирк также создатель редкой записи «Happy Christmas», отправленной в начале 1980-х членам фан-клубов Австралии и США. Основной же его инструмент — гитара. Кроме того, Пенгилли является главным докладчиком, сообщающим публике обо всём, что касается коллектива. Также на Кирка возложены обязанности архивиста группы.

### Другие проекты
В 1982 году Пенгилли был вовлечён в разовый проект записи грампластинки с группой The Igniters. В следующем году он, Эндрю Фаррисс и Гарри Гэри Бирс работали вместе над 12-минутным выпуском Flaming Hands / Cast My Love. В 1987-м Пенгилли появился в музыкальном видеофильме «You’re Gonna Get Hurt», выпущенном австралийской певицей Дженни Моррис (Jenny Morris).
В 1989 году, когда INXS взяла паузу, он вместе с Тимом Фарриссом спродюсировал альбом для местного коллектива из Сиднея Crash Politics. В 1993 году Кирк играл на саксофоне для альбома Distant Thunder Ричарда Клэптона. Также он был сессионным гитаристом для Шоны Лэинга и саксофонистом для Мартина Плазы. В 1999 году Пенгилли участвовал в создании альбома своего брата Drew’s band, Coo, а в 2000-м был продюсером и одним из авторов альбома Still in Bed Хьюи Мюррея (Hughie Murray).
В декабре 2016 года он и его жена Лейн стали послами бренда онлайн-магазина Inner Origin, занимающегося торговлей продукцией для здорового образа жизни.

## Личная жизнь

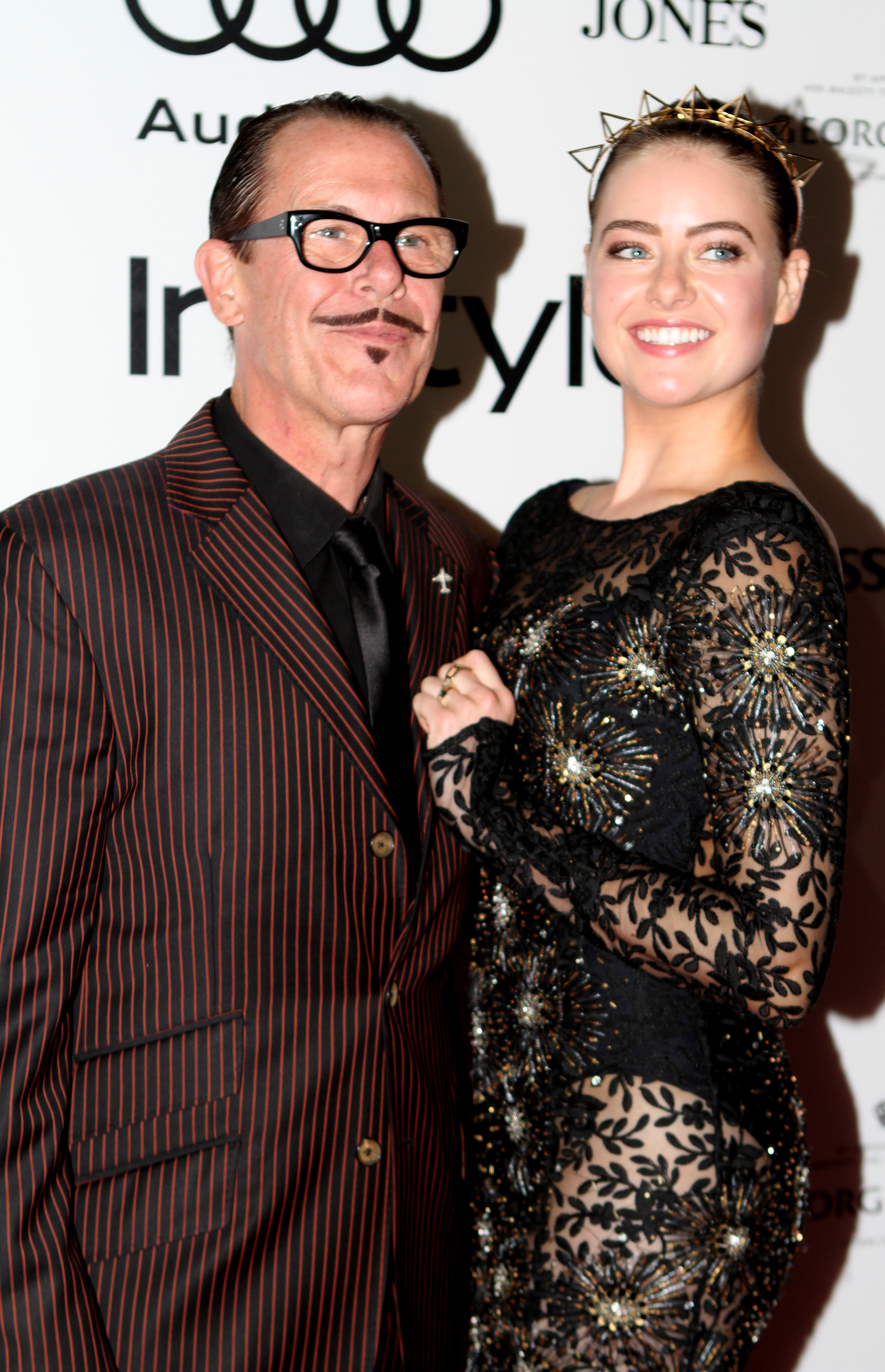
Кирк с дочерью, 2015 год

У Пенгилли есть дочь Эприл Роуз Пенгилли (April Rose Pengilly), актриса и модель; родила её в 1988 году подруга Кирка Карен Хатчинсон (Karen Hutchinson). Хатчинсон прожила с Кирком Пенгилли 10 лет и всё это время ездила вместе с его группой.
В декабре 1993-го музыкант женился на певице Дени Хайнс. Хайнс выступала с бэк-вокалом в треке INXS «Not Enough Time». Брак Кирка и Дени продолжался 10 месяцев.
10 октября 2010 года Кирк Пенгилли женился на Лейн Бичли, бывшей чемпионке мира по сёрфингу среди женщин. В настоящее время[когда?] пара проживает в Сиднее, в районе северных пляжей.